# CSC-Tiscali/2001
Deze pagina geeft een overzicht van de CSC-Tiscali-wielerploeg in 2001.

## Algemeen
Sponsor: CSC (ICT-bedrijf), Tiscali (telecombedrijf)
Algemeen manager: Bjarne Riis
Ploegleiders: Alex Kjeld Pedersen, Johnny Weltz, Christian Andersen
Fietsmerk: LOOK

## Renners
| Naam                  | Geboortedatum | Nationaliteit | Ploeg 2000                       |
| --------------------- | ------------- | ------------- | -------------------------------- |
| Olivier Asmaker       | 13-03-1973    | Frankrijk     | Festina                          |
| Koen Beeckman         | 02-09-1973    | België        | Lotto-Adecco                     |
| Michael Blaudzun      | 30-04-1973    | Denemarken    | MemoryCard-Jack & Jones          |
| Francisco Cerezo      | 06-01-1971    | Spanje        | Vitalicio Seguros-Grupo Generali |
| Thomas Bruun Eriksen  | 13-02-1979    | Denemarken    | Stagiair                         |
| Marcelino Garcia      | 27-06-1971    | Spanje        | O.N.C.E.                         |
| Bo Hamburger          | 24-05-1970    | Denemarken    | MemoryCard-Jack & Jones          |
| Tristan Hoffman       | 01-01-1970    | Nederland     | MemoryCard-Jack & Jones          |
| Laurent Jalabert      | 30-11-1968    | Frankrijk     | O.N.C.E.                         |
| Nicolas Jalabert      | 13-04-1973    | Frankrijk     | O.N.C.E.                         |
| Raphael Jeune         | 25-02-1975    | Frankrijk     | Neoprof                          |
| Danny Jonasson        | 01-10-1974    | Denemarken    | Team Fakta                       |
| René Jørgensen        | 26-07-1975    | Denemarken    | MemoryCard-Jack & Jones          |
| Nicolai Bo Larsen     | 10-11-1971    | Denemarken    | MemoryCard-Jack & Jones          |
| Jacob Moe Rasmussen   | 19-01-1975    | Denemarken    | MemoryCard-Jack & Jones          |
| Michael Steen Nielsen | 15-02-1975    | Denemarken    | MemoryCard-Jack & Jones          |
| Bjarke Nielsen        | 10-02-1976    | Denemarken    | MemoryCard-Jack & Jones          |
| Jakob Piil            | 09-31-1973    | Denemarken    | MemoryCard-Jack & Jones          |
| Arvis Piziks          | 12-09-1969    | Letland       | MemoryCard-Jack & Jones          |
| Michael Rasmussen     | 01-06-1974    | Denemarken    | Stagiair/Neoprof                 |
| Martin Rittsel        | 28-03-1971    | Zweden        | MemoryCard-Jack & Jones          |
| Michael Sandstød      | 23-06-1968    | Denemarken    | MemoryCard-Jack & Jones          |
| Nicki Sørensen        | 14-05-1975    | Denemarken    | Team Fakta                       |
| Rolf Sørensen         | 20-04-1965    | Denemarken    | Rabobank                         |

## Overwinningen
| GP La Marseillaise Jakob Piil Vredeskoers 3e etappe: Jakob Piil 7e etappe: Jakob Piil Eindklassement: Jakob Piil Ronde van Picardië 1e etappe: Olivier Asmaker Eindklassement: Olivier Asmaker Nationale kampioenschappen Denemarken, tijdrit: Michael Blaudzun Denemarken, wegrit: Jakob Piil Ronde van Frankrijk 4e etappe: Laurent Jalabert 7e etappe: Laurent Jalabert Bergklassement: Laurent Jalabert Clásica San Sebastián Laurent Jalabert Ronde van Hessen 3e etappe: Marcelino Garcia Eindklassement: Michael Blaudzun Ronde van Rijnland-Palts 5e etappe: Danny Jonasson |

## Teams

### Ronde van Zwitserland
19 juni–28 juni
- [111.] Laurent Jalabert
- [112.] Marcelino Garcia
- [113.] Francisco Cerezo
- [114.] Rolf Sørensen
- [115.] Nicolas Jalabert
- [116.] Arvis Piziks
- [117.] Martin Rittsel
- [118.] Nicki Sørensen

1998 · 1999 · 2000 · 2001 · 2002 · 2003 · 2004 · 2005 · 2006 · 2007 · 2008 · 2009 · 2010 · 2011 · 2012 · 2013 · 2014 · 2015 · 2016